# Tobias Windingstad
Tobias Windingstad (21 dicembre 1995) è un ex sciatore alpino norvegese naturalizzato svedese nel 2019.

## Biografia
Specialista delle prove tecniche attivo dal novembre del 2010, in Coppa Europa Windingstad ha esordito il 5 dicembre 2015 a Trysil in slalom gigante (48º) e ha ottenuto il miglior piazzamento il 18 marzo 2017 a San Candido nella medesima specialità (15º); in Coppa del Mondo ha disputato un'unica gara, lo slalom gigante di Sölden del 24 ottobre 2021 che non ha completato, e ha preso per l'ultima volta il via in Coppa Europa il 23 febbraio 2022 ad Almåsa in slalom speciale, senza completare la prova. Si è ritirato al termine di quella stessa stagione 2021-2022 e la sua ultima gara è stata uno slalom speciale FIS disputato il 7 aprile a Lindvallen; non ha preso parte a rassegne olimpiche o iridate.

## Palmarès

### Coppa Europa
- Miglior piazzamento in classifica generale: 121º nel 2017

### Nor-Am Cup
- Miglior piazzamento in classifica generale: 34º nel 2019
- 1 podio:
  - 1 terzo posto

### Campionati svedesi
- 2 medaglie:
  - 2 bronzi (slalom gigante, slalom speciale nel 2021)